# Disputa di Parigi

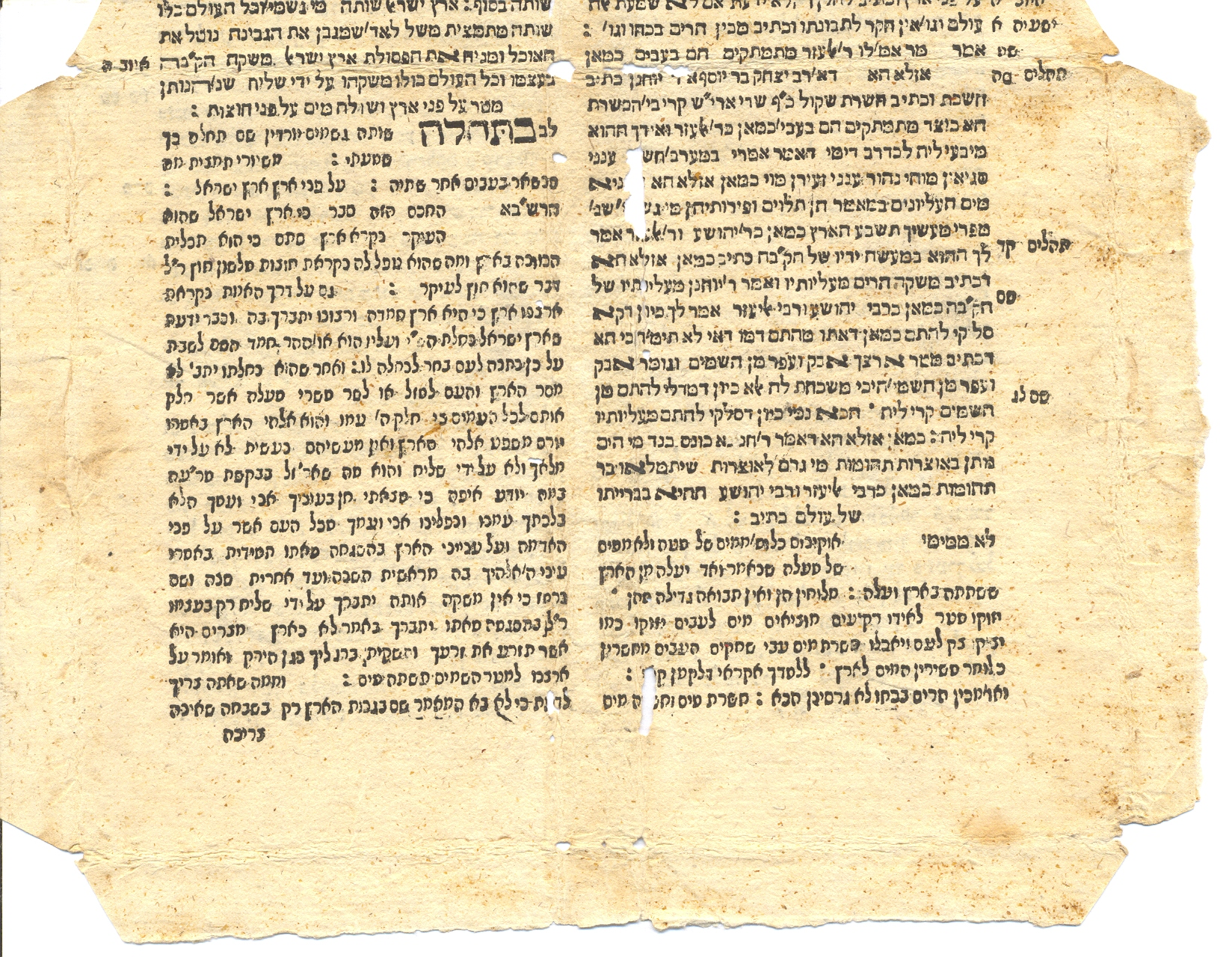
Una della prime copie del Talmud con il commento di Rashi

La disputa di Parigi (in ebraico: משפט פריז, Mishpat Pariz; in francese: disputation de Paris), nota anche come processo del Talmud, ebbe luogo nel 1240 alla corte del re Luigi IX di Francia. Fu il seguito del lavoro di Nicholas Donin, un ebreo convertito al cristianesimo che tradusse il Talmud, un libro sacro dell'ebraismo presentando 35 accuse contro di esso a papa Gregorio IX citando una serie di presunti passaggi blasfemi su Gesù, su Maria o sulla religione cristiana. Quattro rabbini difesero il Talmud dalle accuse di Donin.